# Can Verdaguer (Montornès del Vallès)
Can Verdaguer és una obra modernista de Montornès del Vallès (Vallès Oriental) protegida com a Bé Cultural d'Interès Local.

## Descripció
Es tracta d'un edifici de planta rectangular situat al centre d'un petit jardí i que conserva una tanca de maçoneria irregular i pilastres coronades per mosaic de pedra i reixes de ferro forjat amb brèndoles helicoidals que limita el barri davant la façana que s'obre al carrer Major, i que comparteix amb la casa veïna Torre Gran. La reixa de la porta té la data 1921 a la part central superior. A les columnes laterals, hi ha dues plaques fetes amb mosaic. A la de l'esquerra posa VILLA RITA i a la de la dreta N4.
La coberta és a doble vessant, de teula àrab, amb carener decorat als extrems per sengles pinyes de ceràmica vidriada, les quals donen pas a uns petits tremujals sobre la porta principal i sobre la posterior. El ràfec presenta caps de biga o permòdols graonats, que sustenten la coberta. Conserva una xemeneia ceràmica envernissada en verd.
El ràfec és còncau amb decoració de costelles de fusta, remarcades per una pintura de color marró. L'extrem de la teulada està resseguit per una línia de ceràmica amb decoració de flors de lis. Al centre del ràfec hi ha un respirall de ceràmica vidrada verda i a la part inferior es desenvolupa un filet de roleus fets de ceràmica emmarcats per sengles guardapols d'arrebossat. Aquest fris dibuixa un frontó trapezoïdal sobre la façana principal. Es conserva la xemeneia original.
La construcció és de planta baixa, amb un espai sota teulada, amb la façana principal simètrica amb tres eixos verticals i pintada de color crema. Té la porta d'entrada amb llinda rectangular i situada al centre, flanquejada per una finestra a cada costat. Destaca la decoració de les obertures, a la seva part superior té una llinda feta amb una superfície cega coberta per un mosaic de galets de riera emmarcats per guardapols. La porta principal està coberta per una marquesina de ferro forjat i vidre molt ornamentada; i entre la marquesina i la llinda hi ha una placa feta amb mosaic amb la data 1921. Els angles de la casa simulen pilastres rematades per un capitell.
La façana posterior manté alguns elements, i s'obre al passatge de l'Ajuntament on donen les façanes posteriors d'aquest conjunt de cases.
Les dues façanes laterals es troben a poca distància de les cases que hi ha a cada costat, tot i que mantenen les característiques de les façanes principals.
Tota l'edificació és un exponent de l'estètica modernista aplicada a una casa destinada a l'oci.

## Història
És un xalet que es va construir l'any 1921, al primer nucli de torres d'estiueig edificat a Montornès en aquesta zona, de propietat privada i en ús com a habitatge. Can Verdaguer, és una de les cases d'aquesta zona que conserva els elements modernistes més depurats, com els ferros de la porta, les jardineres de ceràmica, o l'acabament de la teulada.
Aquesta torre rebia en el seu origen el nom de Villa Teresa en record a l'àvia de la que va ser molts anys la propietària, Carme Panadès. El marit d'aquesta senyora tenia el cognom Verdaguer, motiu pel qual era coneguda popularment la casa. Actualment la casa rep el nom de Villa Rita, tot i que també es coneix com a xalet Teresa.